# Flora Wambaugh Patterson
Flora Wambaugh Patterson (15 settembre 1847 – 5 febbraio 1928) è stata una micologa statunitense e la prima fitopatologa donna assunta dal Dipartimento dell'agricoltura degli Stati Uniti d'America. Ha gestito le collezioni nazionali di funghi degli Stati Uniti per quasi trent'anni, ampliandole radicalmente e modellandone la direzione, e ha supervisionato la scoperta di numerose importanti malattie fungine.

## Biografia
Flora Wambaugh nacque a Columbus, in Ohio, da Sarah Sells (Wambaugh) e dal ministro metodista A.B. Wambaugh. Durante l'infanzia studiò i funghi per hobby, e successivamente frequentò l'Antioch College in Ohio laureandosi nel 1865. Conseguì poi due master presso il Cincinnati Wesleyan College. Sposandosi con il capitano Edwin Patterson, nel 1869, assunse il cognome del marito. La coppia ebbe due figli, e Flora Wambaugh Patterson lavorò per sostenere economicamente la famiglia. RImasta vedova, Patterson continuò i suoi studi presso l'Università statale dell'Iowa. Nel 1892 o 1893 progettò di trasferirsi alla Yale University, ma venne rifiutata in quanto donna, Si trasferì così a Cambridge, nel Massachusetts, e iniziò gli studi al Radcliffe College, dove lavorò al Grey Herbarium di Harvard.
Nel 1895 Patterson si unì all'USDA come patologa, assunta da Beverly T. Galloway insieme a Franklin Sumner Earle. Durante i suoi quasi trent'anni di permanenza presso l'USDA, Patterson aumentò le dimensioni delle collezioni nazionali di funghi degli Stati Uniti di quasi sei volte, da 19.000 a 115.000 esemplari di riferimento. Ha identificato numerose nuove specie di funghi, compresi quelli che causano il marciume dell'ananas (Thielaviopsis paradoxa), l'arricciatura delle foglie di pesca (Taphrina) e la "scopa delle streghe" sul bambù (Loculistroma bambusae), che era un genere completamente nuovo.
Tra le altre responsabilità, Patterson era incaricata di identificare nuovi agenti patogeni fungini e assunse un ruolo di primo piano nell'identificazione della peronospora del castagno, responsabile della scomparsa delle foreste di castagni dell'America settentrionale orientale e della malattia della verruca della patata (Synchytrium endobioticum). Patterson fu coinvolta nella donazione di ciliegi da parte del Giappone agli Stati Uniti: grazie al suo decisivo contributo venne distrutto il primo carico di alberi infetti da molteplici tipi di insetti e malattie. Questo incidente portò all'approvazione del Plant Quarantine Act del 1912, che mirava a prevenire l'introduzione di malattie dannose invasive.